# Ligita Girskienė
Ligita Girskienė (* 12. Dezember 1979 in Veivirženiai, Rajongemeinde Klaipėda) ist eine litauische linke Politikerin, Mitglied des Seimas.

## Leben
Ligita Girskienė wuchs in einer Kleinunternehmerfamilie in Veivirženiai auf und lebte ab 1998 in der litauischen Hafenstadt Klaipėda. Sie absolvierte die Klavierklasse der Kinder-Musikschule in Gargždai. Nach dem Abitur 1998 am Gymnasium absolvierte sie von 1998 bis 2002 das Bachelorstudium der litauischen Sprache und Regie an der Fakultät für Geisteswissenschaften der Universität Klaipėda.
Von 2003 bis 2004  studierte Ligita Girskienė in Linköping, Schweden.  Von 2004 bis 2006  schloss sie das Masterstudium des Managements von Bildungseinrichtungen an der Universität Klaipėda  und von 2014 bis 2015 das Jurastudium an der Mykolas-Romeris-Universität in der litauischen Hauptstadt Vilnius ab. Von 2016 bis 2020 leitete sie als Direktorin das Unternehmen UAB „Daugiabučių administravimo centras“. Seit 2020 ist sie Mitglied im Seimas, Mitglied des Umweltschutzausschusses. Davor war sie Mitglied des Europaausschusses.
Sie war Vorsitzende des Vereins „Marių-Gemeinde“ und Gründerin des Jugendclubs „Ekipa“. Sie ist Mitglied von Lietuvos valstiečių ir žaliųjų sąjunga.